# Nationaal park Tsavo East

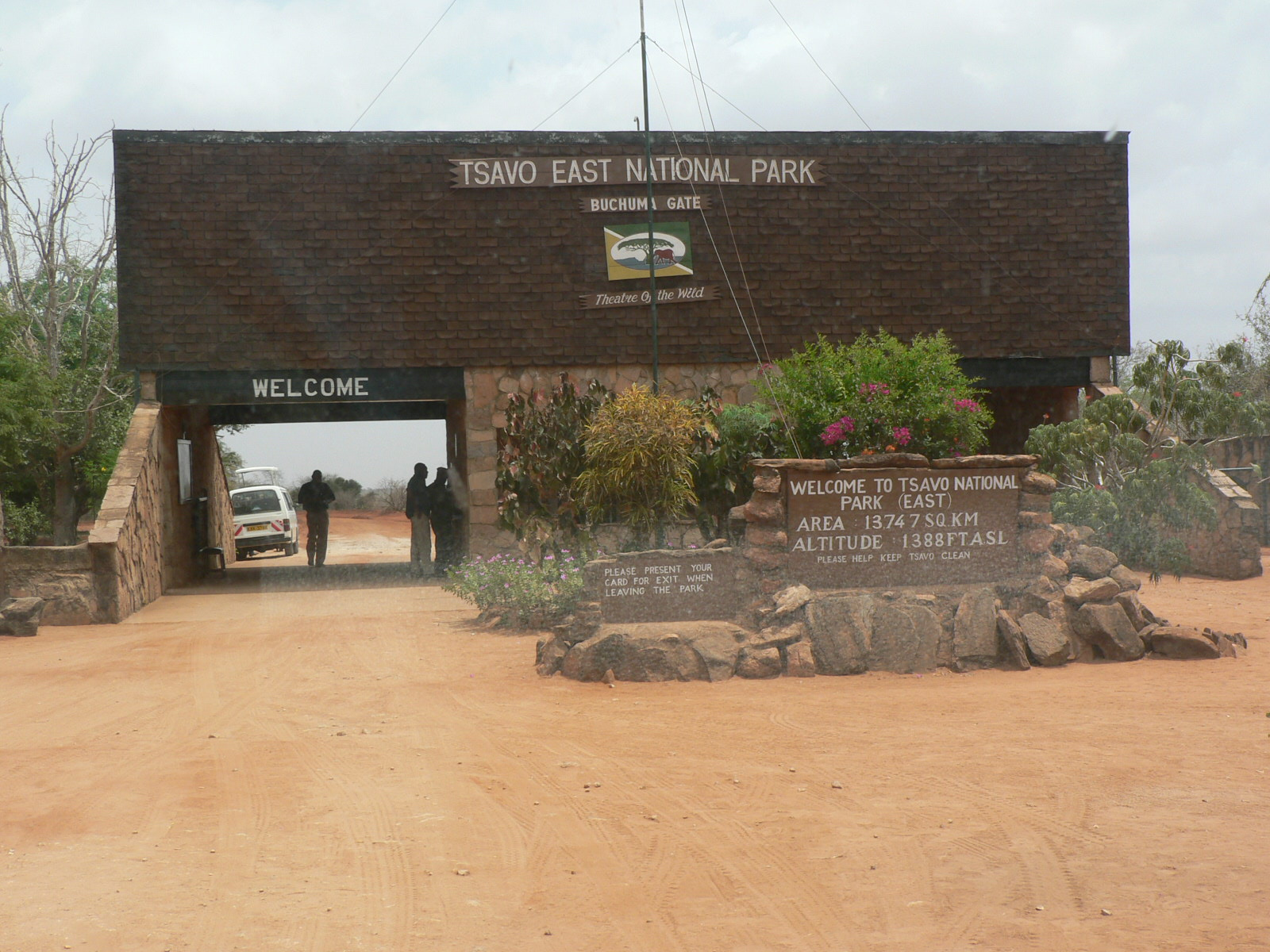
Ingang

Nationaal Park Tsavo East is een van de oudste en grootste nationale parken van Kenia, geopend in april 1948. Het park heeft een grootte van 13 747 vierkante kilometer. Het park ligt in de buurt van het dorpje Voi in het district Taita Taveta van provincie Pwani (Coast).
In het westen ligt het Nationaal Park Tsavo West, waarmee het tot mei 1948 nog officieel één park vormde. De twee parken worden van elkaar gescheiden door de A109 en een spoorweg. Het park is genoemd naar de rivier de Tsavo.
De fauna van het reservaat is zeer divers. Het is de thuisbasis van: savanneolifanten, zwarte neushoorns, gewone nijlpaarden, Afrikaanse buffels, verschillende soorten antilopen[4] (kleine koedoe, oryx, impala en anderen), leeuwen, luipaarden, cheeta's, zebra's, giraffen, servals, gevlekte hyena's, struisvogels, gazellen . Meer dan 500 vogelsoorten nestelen ook in het park, waaronder trekvogels, die zich hier van eind oktober tot januari vestigen.
Enkele van de hoofdattracties zijn:
- Mundanda Rock
- Yattaplateau
- Lugardwatervallen
- Arubadam